# Richard Cobb
Richard Charles Cobb (Frinton-on-Sea, 20 maggio 1917 – Abingdon-on-Thames, 15 gennaio 1996) è stato uno storico e saggista britannico.
Professore all'Università di Oxford, è stato autore di numerose opere autorevoli sulla storia della Francia, in particolare sulla Rivoluzione francese. Cobb studiò meticolosamente l'epoca rivoluzionaria dal punto di vista delle classi sociali più umili, metodo storiografico detto "storia dal basso". Le sue opere offrono dettagli di eccezionale accuratezza raccolti da un'ampia varietà di fonti meno note e analizzate in un ampio ambito interdisciplinare.
Cobb è ben conosciuto per la sua opera in più volumi The People's Armies, uno studio imponente sulla composizione e formazione delle forze armate civili che parteciparono alla Rivoluzione francese. È stato uno scrittore prolifico di saggi ed ha influenzato numerosi autorevoli studi col suo grande tesoro di ricerche sulla storia francese. Cobb trovò anche ispirazione dalla sua pittoresca vita e scrisse molti testi autobiografici e riflessioni personali. Gran parte delle sue opere restarono inedite durante la sua vita, e l'organizzazione di nuove raccolte di materiale esistente è stata portata avanti da altri studiosi molto tempo dopo la sua morte.

## Istruzione e carriera
Richard Cobb nacque a Frinton-on-Sea, in Inghilterra, durante la prima guerra mondiale e passò l'infanzia a Royal Tunbridge Wells. Dopo gli studi presso la Shrewsbury School nello Shropshire, visitò per la prima volta la Francia nel 1935.

Vi rimase per un anno e ne nacque una passione per quel Paese, la sua gente e la sua storia. Tornò in Inghilterra per gli studi universitari presso il Merton College (college dell'Università di Oxford) e ottenne il Bachelor of Arts (BA) in storia moderna nel 1939.
Fece il servizio militare nell'esercito britannico durante la seconda guerra mondiale.
Dopo il congedo, Cobb tornò in Francia e vi rimase per altri nove anni.

Durante questo periodo, Cobb affinò il suo stile di analisi storica. Lavorò a stretto contatto con gli storici francesi di formazione marxista Albert Soboul e George Rudé, spesso condividendo ricerche presso gli Archives nationales.

Impossibilitato a ottenere la cittadinanza francese, Cobb tornò in Inghilterra nel 1955 per una serie di lavori accademici. Insegnò presso l'Università di Aberystwyth e l'Università di Leeds,
prima di tornare definitivamente a Oxford, dove fu eletto docente al Balliol College nel 1962. Undici anni più tardi, fu nominato professore di Storia Moderna dell'Università di Oxford, ed ebbe un incarico con una borsa di studio presso il Worcester College.

In alcune delle sue ultime visite in Francia, nel 1971, Cobb tenne corsi di lezioni al Collège de France.

## Le opere e la "storia dal basso"
I lavori pubblicati di Cobb consistono principalmente in raccolte di saggi storici, di cui il più celebre è The Police and the People: French popular protest, 1789–1820, pubblicato la prima volta nel 1970. Scrisse quasi tutti i suoi primi lavori storici in francese.

Come Soboul e Rudé (e un altro amico, l'anziano storico Georges Lefebvre), Cobb è annoverato tra i progenitori della scuola di analisi storica, detta "storia dal basso". In generale era in sintonia con la loro storiografia marxista, ma l'approccio personale di Cobb evitò sempre le presunzioni dottrinarie comuni ai suoi colleghi francesi.
Cobb ha completamente rifiutato qualsiasi identificazione con l'ideologia marxista.
Mentre gli scrittori marxisti erano più concentrati su movimenti storici e tendenze, la visione di Cobb è stata più strettamente rivolta agli individui e ai loro singoli contributi.
Ancora più interessante è che gli individui a cui dedicava la sua attenzione non erano i protagonisti celebri: i suoi soggetti favoriti erano o la gente comune o individui anonimi di singolare profondità. Cobb aveva "un'identificazione intensa con le persone che subiscono, piuttosto che fare la storia". Nei suoi libri e saggi, Cobb tesseva narrazioni avvincenti da dati grezzi: "Il suo approccio è quello del romanziere o pittore impressionista, che comunica, sempre con partecipazione e una totale assenza di solennità, ciò che la storia ha fatto alla gente comune e di come è riuscita a sopravvivere ad essa".

### The People's Armies
Anche se le sue pubblicazioni sono per lo più raccolte di saggi, l'opera più famosa di Cobb è una consolidata analisi in più volumi - la massiccia e complessa Les Armées Révolutionnaires, apparsa per la prima volta in Francia nel 1961. Pubblicato in inglese come The People's Armies nel 1987, il libro offre un esame sociale e politico dei civili armati révolutionnaires, compresi i fédérés e numerosi altri paramilitari e irregolari. In particolare racconta le loro esperienze durante il Regime del Terrore in quello che è ampiamente considerato un "racconto magistrale".
Parte di ciò che separa Cobb da Soboul, Rudé e altri marxisti tradizionali è la sua opinione che il movimento popolare dietro la Rivoluzione era debole e fortemente frazionato. In The People's Armies spiega più a fondo la sua opinione che le azioni e il corso finale della Rivoluzione non erano necessariamente rappresentativi della "volontà del popolo", ma piuttosto sono stati inseriti nella storia da fazioni militanti relativamente piccole e da rilevanti personalità.

L'approccio di Cobb è stato descritto come una combinazione di "sfiducia nelle facili generalizzazioni e un apprezzamento entusiasta per l'arazzo variopinto delle singole azioni che compongono gli eventi passati".

### Altre opere
Una raccolta di saggi del 1969 sulla Francia e la vita francese, A Second Identity, Cobb ha fatto conoscere per la prima volta i suoi scritti al vasto pubblico. In una visione più ampia, il libro intreccia dolorosamente molte delle sue esperienze personali con quelle dei partecipanti dimenticati degli eventi storici.

Negli anni successivi, Cobb ha pubblicato diversi volumi di memorie e saggi di riflessioni, tra cui un resoconto appassionato della sua infanzia negli anni 1920 a Tunbridge Wells, Still Life (1983), che vinse il J. R. Ackerley Prize for Autobiography.
A questo seguì People and Places ed A Classical Education, entrambi pubblicati nel 1985; e Something To Hold on To (1988), in cui Cobb ricorda i suoi nonni e altri parenti in una forma molto personalizzata di "storia dal basso".
A Classical Education è un racconto rigorosamente lineare di Cobb. Tratto dai ricordi dei suoi anni di scuola, il libro narra la storia del compagno di classe Edward Ball che, all'età di vent'anni, fu accusato di aver ucciso la propria madre. 
Dopo essere stato recluso quattordici anni nel Central Criminal Lunatic Asylum di Dublino, Ball andò a Parigi per cercare Cobb. Confessò la sua colpa al suo vecchio amico, ma spiegò il suo comportamento con maggiori dettagli di quanto si era sentito di fare in tribunale. In modo compassionevole, Cobb racconta la "grave provocazione", che trascinò Ball a una "rabbia incontrollabile".

L'ultimo testo di Cobb è stato il libro di memorie End of the Line. Completò il manoscritto solo due giorni prima di morire e gli amici e la famiglia si occuparono della sua pubblicazione.
Nuove raccolte dei suoi vari scritti sono stati pubblicati dopo la sua morte, tra cui una collezione di corrispondenza personale, My Dear Hugh: Letters from Richard Cobb to Hugh Trevor-Roper and others (2011).

## Vita privata
Cobb era conosciuto come una persona di spirito, un burlone e un carattere in genere irriverente. Spesso trascorreva lunghe notti in bevute vivaci, soprattutto durante i suoi soggiorni a Parigi, e per tutta la sua vita ha mantenuto una reputazione per essere "iconoclasta" ed "eccentrico".

Il tono ironico che Cobb così frequentemente ha impiegato nelle sue opere accademiche era sempre presente nella sua vita quotidiana.

Burlone inveterato, ridimensionava anche la sua più grande passione con frecciatine. Una citazione spesso attribuita a lui è "Paese meraviglioso la Francia... peccato per i francesi".
Il suo arguto umorismo concordava con i tratti di molti di quei personaggi minori delle sue opere storiografiche per i quali aveva una palese ammirazione: dopo che un collega storiografo gli disse che egli "scrive, parla e pensa come un monello parigino", Cobb lo definì il più grande complimento che avesse mai ricevuto.

Si racconta anche che invitò il suo amico, omicida della madre, Edward Ball ad una cena ufficiale al Balliol College e, facendolo sedere accanto ad un professore in pensione, glielo presentò dicendo: "Il mio ospite è molto interessato al sistema penale".

## Morte ed eredità
Per il successo accademico e letterario, Cobb è stato nominato Commendatore dell'Ordine dell'Impero Britannico nel 1978.

Sette anni più tardi, in Francia, gli fu assegnato il titolo di Cavaliere della Legione d'Onore.

Cobb morì nella sua casa di Abingdon (Oxfordshire) il 15 gennaio 1996 all'età di 78 anni.

Si era sposato una prima volta nel 1951 e aveva avuto un figlio. Dalla terza moglie, Margaret Tennant, sposata nel 1963, ebbe tre figli e una figlia.

Oltre a Soboul e Rudé, Cobb ha influenzato molti altri studiosi, tra cui il suo successore a Oxford Robert Gildea
e gli storici Colin Lucas
e Simon Schama.

Non era, tuttavia, senza detrattori. Le opere di Cobb sono stati svalutate da alcuni studiosi come misantropiche, un uso del moderno cinismo applicato agli eventi del XVIII secolo: "Perché il suo sguardo comprensivo non si estendeva dai mostri e gli opportunisti ai sinceri sostenitori, finì, con tutta la ricchezza del suo lavoro, per mostrare solo un lato della Rivoluzione. Fece anche un po' di fatica a capire perché una rivoluzione scoppiava prima in un luogo".

Anche se controverso, Cobb è generalmente considerato come uno scrittore di "formidabile erudizione storica", e le sue opere hanno un analogo fascino anche per gli studiosi di altre discipline come psicologia, sociologia e letteratura. Come spiega lo storico Robert Darnton, le opere riccamente dettagliate di Cobb sono pervase di "una visione della condizione umana che trascende i limiti convenzionali delle opere di storia".

## Premi e onorificenze
- 1976: Ufficiale dell'Ordine nazionale al merito
- 1978: Commendatore dell'Ordine dell'Impero Britannico[23]
- 1979: Wolfson History Prize
- 1984: Cavaliere della Legion d'onore
- 1984: Premio PEN/Ackerley (con l'opera Still Life)[17]

## Opere

### Saggi storici
- The People's Armies, 1961 (Le armate rivoluzionarie strumento del Terrore nei dipartimenti : aprile 1793-floreale anno 2, trad. di Roberta Rambelli,  introduzione di Sergio Luzzatto, Firenze: Sansoni, 1991)
- Terreur et Subsistances, 1783-1795 (1965) (FR)
- A Second Identity: Essays on France and French history (1969)
- The Police and the People: French popular protest, 1789–1820, 1970 (Polizia e popolo: La protesta popolare in Francia (1789-1820), traduzione di Vittorio Mortara, Bologna: Il Mulino, 1970)
- Reactions to the French Revolution, 1972 (Reazioni alla rivoluzione francese, trad. di Bruno Focosi, Milano: Adelphi, 1990)
- Paris and its Provinces, 1792–1802 (1975)
- A Sense of Place (1975)
- Raymond Queneau (1976)
- Tour De France, 1976 (Tour de France, trad. di Giovanni Ferrara degli Uberti, Milano: Adelphi, 1995)
- The Streets of Paris (1978)
- Promenades: A historian's appreciation of modern French literature (1980)
- French and Germans, Germans and French. A personal interpretation of France under two occupations, 1914–1918/1940–1944 (1983)

### Scritti autobiografici
- Still Life: Sketches from a Tunbridge Wells childhood  (1983)
- People and Places  (1985)
- A Classical Education  (1985) Look inside (Amazon) Anteprima limitata su Google books
- Something A Hold On To: Autobiographical sketches (1988)

### Pubblicazioni postume
- L'End of the Line: A Memoir (1997)
- Paris and Elsewhere: Selected writings  (1998)
- The French and Their Revolution: Selected writings  (1999)
- Marseille  (2001)
- My Dear Hugh: Letters from Richard Cobb to Hugh Trevor-Roper and others  (2011)

Una raccolta di documenti e di corrispondenza di Cobb (1941-1997) viene conservata alla Merton College Library di Oxford.